# Kringvarp Føroya
Фарерское радио (фар. Kringvarp Føroya) — вещательная организация датской автономной области Фарерские острова. Основана в 2005 году путём объединения Фарерского телевидения и Фарерского радио. Ведёт телепередачи по одной программе «Фарерское телевидение» (фар. Sjónvarp Føroya), состоящей из местных передач (включая местную информационную передачу «Dagur og vika») и передач общегосударственной программы TV 2. Радиовещание ведёт по программе «Фарерское радиовещание» (фар. Útvarp Føroya), звучащей на средних и ультракоротких волнах, состоящей из местных новостей (фар. tíðindi), общественно-политических и художественных передач. Телецентр и радиодом расположены в Торсхавне.